# 実在する特定の病気を主題とした映画の一覧
| 目次 | 目次 | 目次 | 目次 | 目次 | 目次 | 目次 | 目次 | 目次 | 目次 | 目次 |
| ---- | ---- | ---- | ---- | ---- | ---- | ---- | ---- | ---- | ---- | ---- |
| あ   | か   | さ   | た   | な   |      | は   | ま   | や   | ら   | わ   |

実在する特定の病気を主題とした映画の一覧は以下の映画の一覧である。
- 特定の病気に言及しており、
- 疾患に関する知識の普及により患者の理解を促し、[要出典]
- 偏見の解消に努め偏見のない社会の実現に資する。[要出典]

ただし病気に関する映画で、
- 特定疾患を主題としていない映画（＝特にその疾患でなくとも内容に大きな差はない映画）（赤ひげ等）
- 一般的な人間愛や医療倫理を主題とした映画（白い巨塔等）
- 架空の疾患（バイオハザード等）

はこの一覧には含めない。

## 凡例
- 『邦題』原題 公開年 製作国
疾患名、病名、その他情報

## あ行
- 『愛と死をみつめて』 1964年 日本
軟骨肉腫（書簡集『愛と死をみつめて』（実話））
- 『アイリス』 Iris 2001年 アメリカ・イギリス
アルツハイマー型認知症（原作『アイリスとの別れ』に基づく実話）
- 『アイ・アム・サム』 I am Sam 2001年 アメリカ
知的障害
- 『アウェイ・フロム・ハー君を想う』 Away from Her 2006年 カナダ
若年性アルツハイマー病
- 『明日の記憶』 2006年 日本
若年性アルツハイマー病
- 『あつい壁』 1969年 日本
ハンセン氏病（実際に熊本県の熊本市立黒髪小学校で起きた龍田寮事件（通称、黒髪校事件）を題材にした実話）
- 『アデルの恋の物語』 L'Histoire d'Adèle H. 1975年 フランス
統合失調症　「レ・ミゼラブル」で有名なフランスの小説家ヴィクトル・ユーゴーの娘アデル・ユーゴー(Adèle Hugo)の実話
- 『アナライズ・ミー』Analyze This 1999年 アメリカ
パニック障害
- 『アナライズ・ユー』 Analyze That 2002年 アメリカ
ストレス障害
- 『アリスのままで』 Still Alice 2014年 アメリカ
若年性アルツハイマー病
- 『ある愛の詩』Love Story 1970年 アメリカ
白血病（エリック・シーガル原作）
- 『ある愛の風景』 Brødre 2004年 デンマーク
PTSD
- 『あん』　2015年 日本
ハンセン病
- 『生きてるだけで、愛。』 2018年 日本
躁鬱病（関根光才監督）
- 『生きる』 1952年 日本
胃がん（黒澤明監督）
- 『1リットルの涙』 2004年 日本
脊髄小脳変性症（実話、木藤亜也『1リットルの涙』エフエー出版）
- 『イブの三つの顔』 The Three Faces of Eve 1957年 アメリカ
解離性同一性障害
- 『失われた週末』 The Lost Weekend 1945年 アメリカ
アルコール依存症
- 『英国王のスピーチ』 The King's Speech 2010年 イギリス
吃音症
- 『エレファント・マン』 The Elephant Man 1980年 アメリカ・イギリス
顔面奇形,プロテウス症候群,かつて言われていた神経線維腫症はまちがい（実話）
- 『女の防波堤』 1958年 日本
梅毒（原作：田中貴美子「女の防波堤」。小森白監督）

## か行
- 『海洋天堂』 2010年 中国・香港
自閉症
- 『カーラの結婚宣言』 THE OTHER SISTER 1999年 アメリカ
知的障害
- 『風立ちぬ』 (複数年） 日本
結核　堀辰雄の同名小説を原作ないし設定条件とし、実写版2作品（1954年版‐島耕二監督、1976年版‐若杉光夫監督)、長編アニメ1作品（2013年、宮崎駿監督）がある。
- 『ガチ☆ボーイ』 2008年 日本
高次脳機能障害
- 『きっと、星のせいじゃない。』 The Fault in Our Stars 2014年 アメリカ
甲状腺がん、骨肉腫
- 『ギフト 僕がきみに残せるもの』Gleason 2017年 アメリカ
ALS（筋萎縮性側索硬化症）
- 『きみに読む物語』 The Notebook 2004年 アメリカ
アルツハイマー型認知症
- 『紅の翼』 1958年 日本
破傷風（菊村到原作。中平康監督）
- 『黒い雨』 1989年 日本
原爆症（井伏鱒二原作。今村昌平監督）
- 『解夏』 2004年 日本
ベーチェット病（さだまさし原作。磯村一路監督）
- 『原爆の子』 1952年 日本
原爆症（『原爆の子〜広島の少年少女のうったえ』長田新原作。新藤兼人監督）
- 『恋する宇宙』 ADAM 2009年 アメリカ
アスペルガー症候群
- 『恍惚の人』 1973年 日本
アルツハイマー型認知症（有吉佐和子原作。豊田四郎監督）
- 『心のままに』 Mr. Jones 1993年 アメリカ
双極性障害
- 『小島の春』 1940年 日本
ハンセン氏病（小川正子原作。豊田四郎監督）
- 『誤診』 ... First Do No Harm 1997年 アメリカ
癲癇（疒眞頁）（疒閒）《てんかん》（実話）
- 『孤島の太陽』 1968年 日本
フィラリア症（象皮病）（荒木初子原作。吉田憲二監督）
- 『この手に希望を～ME／CFSの真実～』 2018年 日本
ME／CFS（筋痛性脳脊髄炎・慢性疲労症候群）（有原誠治監督）
- 『こぼれる月』 2003年 日本
強迫性障害,パニック障害
- 『こんな夜更けにバナナかよ　愛しき実話』 2018年 日本
筋ジストロフィー（実話）

## さ行
- 『聖の青春』2016年 日本
ネフローゼ症候群（実話）
- 『ザ・ペスト』 Pest – Die Rückkehr 2002年 ドイツ
ペスト
- 『サリー 夢の続き』 Sally 2000年 アメリカ
知的障害
- 『サヨナラの代わりに』 You're Not You 2014年 アメリカ
筋萎縮性側索硬化症（ALS）
- 『SHAME -シェイム-』 Shame 2011年 イギリス
性依存症
- 『静かなる決闘』 1949年 日本
梅毒（原作：菊田一夫「堕胎医」）
- 『シャイン』 Shine 1996年 オーストラリア
統合失調症（実話）
- 『ジャック』 Jack 1996年 アメリカ
プロジェリア症候群（∈早老症）
- 『シャッター アイランド』 Shutter Island 2010年 アメリカ
統合失調症
- 『17歳のエンディングノート』 Now Is Good 2012年 イギリス
白血病
- 『17歳のカルテ』 GIRL INTERRUPTED 1999年 アメリカ
境界性パーソナリティ障害(DSM-IV),情緒不安定性人格障害(ICD-10)（実話）
- 『ジョーイ』 Something for Joey 1977年 アメリカ
白血病（実話）
- 『女優フランシス』 Frances 1982年 アメリカ
統合失調症？（実在する女優フランシス・ファーマーの半生を元にしているが脚色が多い）
- 『人生、ここにあり!』 Si può fare 2008年 イタリア
精神病一般
- 『シンプル・シモン』 I rymden finns inga känslor 2010年 スウェーデン
アスペルガー症候群
- 『砂の器』 1974年 日本
ハンセン氏病（松本清張原作）
- 『精神』 2008年 日本
精神病一般
- 『聖者の眠る街』 The Saint of Fort Washington 1993年 アメリカ
統合失調症
- 『世界にひとつのプレイブック』 Silver Linings Playbook 2012年 アメリカ
双極性障害
- 『世界の中心で、愛をさけぶ』 2004年 日本
急性骨髄性白血病（片山恭一原作）
- 『潜水服は蝶の夢を見る』 LE SCAPHANDRE ET LE PAPILLON / THE DIVING BELL AND THE BUTTERFLY 2007年 フランス
脳梗塞（実話）
- 『ソフィーの選択』 Sophie's Choice 1982年 アメリカ
ソフィーの恋人ネイサンが妄想型統合失調症(ウィリアム・スタイロンの同名小説が原作)
- 『それでも、愛してる』 The Beaver 2011年 アメリカ
うつ病

## た行
- 『タイヨウのうた』 2006年 日本
XP（色素性乾皮症）
- 『多重人格・シビルの記憶』 Sybil 2007年 アメリカ
解離性同一性障害（実話。原作はフローラ・リータ・シュライバーのノンフィクション『失われた私』
- 『打撃王』The pride of the Yankees 1942年　アメリカ
  - 筋萎縮性側索硬化症　（実話）
- 『ダラス・バイヤーズクラブ』Dallas Buyers Clubs 2013年　アメリカ
  - HIV
- 『小さな命が呼ぶとき』 Extraordinary Measures 2010年 アメリカ
ポンペ病
- 『翼は心につけて』1978年 日本
骨肉腫（実話。原作は関根庄一のノンフィクション『翼は心につけて―ガンと闘って死んだ十五歳の少女が教えてくれたこと』）
- 『ツレがうつになりまして。』 2011年 日本
うつ病
- 『天国からのエール』 2011年 日本
腎臓癌（実話）
- 『テンプル・グランディン～自閉症とともに』 Temple Grandin 2010年 アメリカ
高機能自閉症（実話）
- 『トイレット』 2010 日本
パニック障害
- 『父ちゃんのポーが聞える』 1971年 日本
ハンチントン病（詩集『父ちゃんのポーが聞える』）
- 『ドコニモイケナイ』 2011年 日本
統合失調症

## な行
- 『ナルコ』 Narco 2004年 フランス
ナルコレプシー
- 『典子は、今』 1981年 日本
サリドマイド薬害　モデルとなった女性が主演。松山善三脚本・監督。

## は行
- 『博士と彼女のセオリー』The Theory of Everything  2014年 イギリス
筋萎縮性側索硬化症(ALS)（実話）
- 『博士の愛した数式』 2006年 日本
記憶障害
- 『8年越しの花嫁 奇跡の実話』 2017年　日本
抗NMDA受容体抗体脳炎（実話、中原尚志・麻衣のエッセイ）
- 『半落ち』 2004年 日本
アルツハイマー型認知症、白血病
- 『火火』 2005年 日本
慢性骨髄性白血病 （『母さん子守歌うたって―寸越窯・いのちの記録』那須田稔、岸川悦子）
- 『ひろしま』 1953年 日本
原爆症（『原爆の子〜広島の少年少女のうったえ』長田新）
- 『フィラデルフィア』 PHILADELPHIA 1993年 アメリカ
ヒト免疫不全ウイルス感染症
- 『フォレスト・ガンプ/一期一会』 Forrest Gump 1994年 アメリカ
発達障害
- 『震える舌』 1980年 日本
破傷風（『震える舌』三木卓（新潮文庫））
- 『ブレス しあわせの呼吸』 Breathe 2017年 イギリス
急性灰白髄炎/ポリオ（実話）
- 『ビューティフル・マインド』 A Beautiful Mind 2001年 アメリカ
統合失調症（実話）
- 『病院で死ぬということ』 1993年 日本
悪性腫瘍、ホスピス（『病院で死ぬということ』山崎章郎（文春文庫））
- 『炎の人ゴッホ』 Lust for Life 1955年 アメリカ
双極性障害もしくは統合失調症
- 『100歳の少年と12通の手紙』 OSCAR ET DAME　ROSE 2009年 フランス・ベルギー・カナダ
白血病
- 『ビューティフルレイン』 2012年 日本
若年性アルツハイマー型認知症
- 『ペコロスの母に会いに行く』 2013年 日本
認知症
- 『ボクが病気になった理由』 1990年 日本
三大成人病（ガン、糖尿病、高血圧）
- 『僕と妻の1778の物語』 2011年 日本
大腸がん（実話）
- 『Bon Voyage ～SMAの勇者、ここに誕生～』 2019年 日本
脊髄性筋萎縮症（SMA）

## ま行
- 『マイ・プライベート・アイダホ』 My Own Private Idaho 1991年 アメリカ
ナルコレプシー
- 『マイ・フレンド・フォーエバー』 The Cure 1995年 アメリカ
ヒト免疫不全ウイルス感染症
- 『マイ・ルーム』 Marvin's Room 1996年 アメリカ
白血病
- 『メアリー & マックス』 Mary and Max 2009年 オーストラリア
アスペルガー症候群

## や行
- 『やさしい嘘と贈り物』 Lovely, Still 2008年 アメリカ
認知症
- 『病は気から 病院へ行こう2』 1992年 日本
スキルス
- You're Not You 2015年 アメリカ
筋萎縮性側索硬化症
- 『夢千代日記』 1985年 日本
原爆症（早坂暁原作。浦山桐郎監督）
- 『酔いどれ天使』 1948年 日本
呼吸器結核
- 『八日目』 Le Huitieme Jour 1996年 フランス
ダウン症候群（21トリソミー）
- 『余命1ヶ月の花嫁』2009年 日本
乳癌 （廣木隆一監督）
- 『余命』 2009年 日本
- 『余命10年』 2022年 日本
乳癌 （谷村志穂原作、生野慈朗監督）

## ら行
- 『天国で君に逢えたら』 2007年 日本
肝臓・類上皮血管内皮種（実話をもとにしたフィクション）
- 『ラブ & ドラッグ』 Love and Other Drugs 2010年 アメリカ
パーキンソン病（ノンフィクションの原作を基にしている）
- 『リック』 The Dark Side of the Sun 1988年 アメリカ・ユーゴスラビア
先天性造血性ポルフィリン症
- 『Little DJ〜小さな恋の物語』 2007年 日本
白血病
- 『レインマン』 Rain Man 1988年 アメリカ
自閉性障害(DSM-IV),小児自閉症(ICD-10)
- 『レナードの朝』 Awakenings 1990年 アメリカ
嗜眠性脳炎（実話に基づく創作、原著者はオリバー・サックス）
- 『ロレンツォのオイル/命の詩』 Lorenzo's Oil 1992年 アメリカ
副腎白質ジストロフィー（実話 The Myelin Project Home）
- 『路上のソリスト』 The Soloist 2009年 アメリカ
統合失調症

## わ行
- 『わたしたちの宣戦布告』 La Guerre est déclarée 2015年 フランス
小児がん
- 『私の頭の中の消しゴム』 내 머리 속의 지우개, A Moment to Remember 2004年 韓国
若年性アルツハイマー病
- 『私の中のあなた』 My Sister's Keeper 2009年 アメリカ
白血病（ジョディ・ピコー原作）
- 『「わたし」の人生 我が命のタンゴ』 2012年 日本
認知症。（監督・原案和田秀樹）
- 『私は「うつ依存症」の女』 Prozac Nation 2001年 アメリカ
うつ病
- 『私を抱いてそしてキスして』 1992年 日本
ヒト免疫不全ウイルス感染症（原作家田荘子）